# Blattella chadwicki
Blattella chadwicki är en kackerlacksart som beskrevs av Roth, L. M. 1985. Blattella chadwicki ingår i släktet Blattella och familjen småkackerlackor.
Artens utbredningsområde är Thailand. Inga underarter finns listade.